# Arco da Reunificação
O Arco da Reunificação, denominado oficialmente Monumento das Três Cartas para a Reunificação Nacional (Chosŏn'gŭl: 조국통일3대헌장기념탑; hancha: 祖國統一三大憲章紀念塔; MR: Choguk T'ongil Samtae Hŏnjang Kinyŏmt'ap; rr: Joguk Tongil Samdae Heonjang Ginyeomtap) foi um arco escultural localizado no sul de Pionguiangue, capital da Coreia do Norte. Foi inaugurado em agosto de 2001 para comemorar a reunificação da Coreia, uma proposta apresentada por Kim Il-sung.
O arco de betão cruzava a Autoestrada da Reunificação que vai de Pionguiangue até a Zona Desmilitarizada da Coreia. Era composto por duas mulheres coreanas em roupas tradicionais (chosŏn-ot), que simbolizam o Norte e o Sul, inclinando-se para defender em conjunto uma esfera com um mapa da Coreia reunificada. A esfera era o símbolo das Três Cartas: Os Três Princípios da Reunificação Nacional, o Plano de Estabelecimento da República Democrática Federal de Koryŏ, e o Programa de Dez Pontos da Grande Unidade de Toda a Nação para a Reunificação do País. O plano original era construir um pilar de cinquenta e cinco metros com três ramos, que representasse os coreanos no Norte, no Sul, e no estrangeiro. O plinto da estrutura está gravado com mensagens de apoio para a reunificação e paz de várias pessoas, organizações e nações. O arco apareceu num selo postal em 2002.
Em janeiro de 2024, Kim Jong-un pediu a destruição do monumento devido à insatisfação com a reunificação com a Coreia do Sul. Abandonou a proposta de reunificação com a Coreia do Sul e anunciou o fim desta política.
O monumento foi demolido entre 19 e 23 de janeiro de 2024, segundo imagens de satélite. A notícia de que o Arco da Reunificação havia sido demolido foi confirmada pelo Ministério da Unificação da Coreia do Sul em 24 de janeiro de 2024.